# Cacolo
Cacolo – angolskie miasto-hrabstwo w prowincji Lunda Południowa, położone przy granicy z prowincją Lunda Północna. W 2014 roku hrabstwo Cacolo liczyło 31 896 mieszkańców.